# Dries Heyrman
Dries Heyrman (30 januari 1991) is een Belgisch voormalig volleyballer.

## Levensloop
Heyrman studeerde 'TSO Topsport' aan het Onze-Lieve-Vrouwecollege te Vilvoorde. Vervolgens ging hij aan de slag bij VC Puurs. In 2013 maakte hij de overstap naar Precura Antwerpen en het daaropvolgende seizoen naar Volley Asse-Lennik. Zowel met Antwerpen (2014) als met Asse-Lennik (2015) won hij de Beker van België. Tevens bereikte Heyrman met Asse-Lennik dat seizoen de halve finale van de CEV Cup, daarin bleek Dinamo Moskou evenwel te sterk. Vanaf 2015-'16 verdedigde hij de kleuren van Volley Menen, waarmee hij de halve finale van de Challenge Cup bereikte. Daarin bleek het Russische Fakel Novy Urengoy te sterk. In 2017 haakte Heyrman af op het hoogste volleybalniveau en sloot vervolgens aan bij VC Gimme Waasland. In september van dat jaar liet hij echter weten volledig te stoppen met volleybal. Aanleiding was de hinder die hij bleef ondervinden van een kraakbeenletsel in de knie.
Daarnaast was hij actief bij het Belgisch volleybalteam. Met de Red Dragons nam hij onder meer deel aan het Europese Spelen van 2015. Ook maakte hij deel uit van de nationale equipe die goud behaalde in de Europese volleyballeague van 2013.
Van opleiding heeft hij een bachelor lichamelijke opvoeding. Zijn zus Laura is eveneens actief in het volleybal.